# Municipio di Compiègne
Il Municipio, in francese Hôtel de Ville, è la sede storica del comune francese di Compiègne, nella regione della Piccardia.
Rappresenta un bell'esempio dell'architettura gotica civile in Francia.

## Storia e descrizione
Su questo luogo sembra sorgesse già dal tempo dell'acquisizione della Charte de Commune, i diritti civici, nel 1153, un beffroi. Il Comune cittadino sorgeva in questo luogo almeno dal 1367, ospitato all'interno di una serie di case.
Nel XV secolo la torre civica presenta gravi problemi di stabilità e così nel 1504-05 se ne decide la ricostruzione insieme a un edificio che designi una degna sede al Comune. 
Il progetto si affidò a Pierre Navyer, detto Pierre de Meaux, che concepì un edificio secondo le ultime tendenze del gotico fiammeggiante.
Nel 1792, alla volta della Rivoluzione francese, il palazzo venne notevolmente danneggiato, le statue della facciata distrutte, e il mobilio interno disperso.
Venne restaurato fra il 1854 e il 1882 sotto l'impulso di Eugène Viollet-le-Duc che lo affida all'architetto Aymar Verdier, prima, e a Auguste Laffolye, poi.